# Cândido Barbosa
Cândido Barbosa, né le 31 décembre 1974 à Rebordosa, est un coureur cycliste portugais, professionnel entre 1995 et 2010.

## Biographie
Candido Barbosa commence le cyclisme à l'âge de 11 ans en suivant son oncle. Durant ses 15 ans de carrière, il a remporté près de 120 victoires (69 chez les professionnels) dont le championnat d'Europe sur route espoirs en 1996 et le championnat du Portugal à deux reprises. En 2007, il perd le Tour du Portugal le dernier jour face à Xavier Tondo. Fin 2010, l'équipe Tavira perd le soutien de son principal sponsor Prio, laissant Barbosa sur la touche. Cândido Barbosa est conseiller municipal de sa ville natale. Il s'est engagé auprès d'une fondation qui aide les jeunes diabétiques, ainsi que dans la lutte contre les lymphomes. Son fils Diogo est lui aussi coureur cycliste.

## Palmarès

### Palmarès année par année
- 1993
  - 5e étape du Ruban granitier breton
  - 8e étape du Tour du Portugal de l'Avenir
- 1994
  - 6e étape du Grand Prix Jornal de Noticias
  - 2e étape du Tour du Portugal de l'Avenir
  - Prologue, 1re, 2e et 5e étapes du Correio da Manha
  - Clásica de Pascua
  - 2e du Tour de l'Algarve
  - 2e de la Volta aos Sete - Marinha Grande
- 1995
  - 3e et 6e étapes du Tour de l'Algarve
  - 1re étape du Grand Prix International Costa Azul
  - 4e étape du Grand Prix Jornal de Noticias
  - 4e étape du Grande Prémio do Minho
  - 2e étape du Tour des Terres de Santa Maria da Feira
  - 2e du Tour de l'Algarve
  - 2e du Tour des Terres de Santa Maria da Feira
- 1996
  -  Champion d'Europe sur route espoirs
  - 1re et 2e étapes du Tour de l'Algarve
  - Correio do Douro :
    - Classement général
    - 2e étape

  - 3e et 5e étapes du Grand Prix Jornal de Noticias
  - 1re étape du Grande Prémio Correio da Manhã
  - 2e et 4e étapes du Grande Prémio do Minho
  - 2e et 3e étapes du Tour des Terres de Santa Maria da Feira
- 1997
  - Tour de l'Algarve : 
    - Classement final
    - 1re, 2e, 3e, 4e, 5e et 6e étapes

  - 2e et 3e étapes du Correio do Douro
  - 1re étape du Grand Prix Abimota
  - 3e et 4ea (contre-la-montre) étapes du Grand Prix Jornal de Noticias
  - 3e étape du Grand Prix Mosqueteiros - Rota do Marquês
  - 2e étape du Grand Prix Sport Noticias
  - Grande Prémio do Minho :
    - Classement général
    - 5e étape

  - Porto-Lisbonne
  - Troféu RDP-Algarve
  - 2e étape du Tour des Terres de Santa Maria da Feira
  - 9e et 14e étapes du Tour du Portugal
  - 2e du Grand Prix Mosqueteiros - Rota do Marquês
  - 3e du Grand Prix Jornal de Noticias
- 1998
  - 4e étape du Tour de l'Alentejo
  - Grand Prix Mosqueteiros - Rota do Marquês :
    - Classement final
    - 1re, 3e et 4e étapes
- 1999
  - 4e étape du Tour de La Rioja
  - 1re et 2e étapes du Tour de l'Algarve
  - 7e étape du Tour du Portugal
  - 2e du Tour de l'Algarve
  - 3e de la Clásica de Alcobendas
- 2000
  - 3e étape du Tour de La Rioja
  - 6e et 11e étapes du Tour du Portugal
  - 5e étape du Grande Prémio do Minho
- 2001
  - 4e étape du Tour du Portugal (contre-la-montre par équipes)
  - 2e du Tour de l'Alentejo
- 2002
  - 4e étape du Grand Prix Abimota
  - Troféu RDP-Algarve
  - Tour de l'Algarve :
    - Classement final
    - 3e et 4e étapes

  - Tour des Terres de Santa Maria da Feira :
    - Classement général
    - 1re étape

  - 1re étape du Grand Prix international Mitsubishi MR Cortez
  - 3e et 6e étapes du Tour du Portugal
- 2003
  - 2e et 3e étapes du Tour de l'Algarve
  - Classement final du Grand Prix Mosqueteiros - Rota do Marquês
  - 3e étape du Grande Prémio Internacional Paredes Rota dos Móveis
  - 1re, 4e, 7e et 8e étapes du Tour du Portugal
- 2004
  - Grand Prix International CTT Correios de Portugal :
    - Classement final
    - 1re et 3e étapes

  - 2e étape du Tour de l'Algarve
  - 2e étape du Grand Prix Estremadura - RTP
  - 2e étape du Tour du Portugal
  - 2e du Grand Prix Estremadura - RTP
  - 3e du Tour de l'Algarve
- 2005
  -  Champion du Portugal du contre-la-montre
  - Troféu RDP-Algarve
  - 3e étape du Grand Prix International Costa Azul
  - Grand Prix Internacional de l'Ouest RTP :
    - Classement final
    - 1re étape

  - Tour des Terres de Santa Maria da Feira :
    - Classement général
    - 1re, 2e et 4e étapes

  - 3e étape du Tour de l'Alentejo
  - 2e, 6e et 7e étapes du Tour du Portugal
  - 2e du Tour du Portugal
- 2006
  - 1re étape du Grande Prémio Internacional Paredes Rota dos Móveis
  - 1re étape du Tour du Portugal
  - 3e de la Clássica da Primavera
  - 3e du Tour du Portugal
- 2007
  -  Champion du Portugal sur route
  - 2e étape du Grande Prémio Internacional Paredes Rota dos Móveis
  - 3e, 4e, 5e et 8e étapes du Tour du Portugal
  - 2e du Tour du Portugal
  - 3e de la Clássica da Primavera
  - 3e du Tour de La Rioja
- 2008
  - 6e et 8e étapes du Tour du Portugal
  - 3e du championnat du Portugal sur route
- 2009
  - 4e et 5e étapes du Tour de l'Alentejo
  - Grande Prémio Internacional Paredes Rota dos Móveis :
    - Classement final
    - 2e et 3e étapes

  - Prologue et 2e étape du Tour du Portugal
  - 2e du championnat du Portugal du contre-la-montre
  - 2e du Circuit de Malveira
- 2010
  - 2e et 3e étapes du Tour d'Albufeira
  - Clássica da Primavera
  - 1re étape du Tour de l'Alentejo
  - Trophée Joaquim-Agostinho :
    - Classement général
    - Prologue, 2e et 4e étapes

  - 10e étape du Tour du Portugal

### Résultats sur les grands tours

#### Tour d'Italie
- 2000 : 89e

#### Tour d'Espagne
- 1997 : abandon (4e étape)

### Classements mondiaux
| Année           | 2005 | 2006 | 2007 | 2008 | 2009 | 2010 |
| --------------- | ---- | ---- | ---- | ---- | ---- | ---- |
| UCI Europe Tour | 11e  | 101e | 8e   | 214e | 44e  | 92e  |